# Bijelo Polje
Bijelo Polje (Cirílico: Biјело Поље) é uma cidade de Montenegro, capital do município de Bijelo Polje. Sua população é de 15.883 habitantes (censo de 2003).

## Demografia
- População:
  - 3 de março de 1981 - 11.927
  - 3 de março de 1991 - 16.464
  - 1 de novembro de 2003 - 15.883

- Grupos étnicos (censo de 2003):
  - Sérvios (40.32%)
  - Bósnios (22.63%)
  - Montenegrinos (17.77%)
  - Muçulmanos por nacionalidade (15.78%)